# 2924 Mitake-mura
2924 Mitake-mura eller 1977 DJ2 är en asteroid i huvudbältet som upptäcktes den 18 februari 1977 av de båda japanska astronomerna Hiroki Kōsai och Kiichirō Furukawa vid Kiso-observatoriet i Japan. Den har fått sitt namn efter den tidigare japanska byn Mitake.
Asteroiden har en diameter på ungefär 11 kilometer och den tillhör asteroidgruppen Koronis.